# Mala vrata
Mala vrata (tudi Tihi kanal) so morska ožina v Kvarnerju, ki povezuje Reški zaliv z Vinodolskim kanalom. Ožina leži med rtoma Oštro pri Kraljevici in Ertak pri Jadranovu in vzhodno obalo Svetega Marka in Krka. Dolžina ožine je okoli 6 km, na najožjem delu je široka 0,45 km, globoka pa je od 40 do 66 m.